# Paredes (entreprise)
 (mai 2023).
La mise en forme du texte ne suit pas les recommandations de Wikipédia : il faut le « wikifier ».
Les points d'amélioration suivants sont les cas les plus fréquents. Le détail des points à revoir est peut-être précisé sur la page de discussion.
- Les titres sont pré-formatés par le logiciel. Ils ne sont ni en capitales, ni en gras.
- Le texte ne doit pas être écrit en capitales (les noms de famille non plus), ni en gras, ni en italique, ni en « petit »…
- Le gras n'est utilisé que pour surligner le titre de l'article dans l'introduction, une seule fois.
- L'italique est rarement utilisé : mots en langue étrangère, titres d'œuvres, noms de bateaux, etc.
- Les citations ne sont pas en italique mais en corps de texte normal. Elles sont entourées par des guillemets français : « et ».
- Les listes à puces sont à éviter, des paragraphes rédigés étant largement préférés. Les tableaux sont à réserver à la présentation de données structurées (résultats, etc.).
- Les appels de note de bas de page (petits chiffres en exposant, introduits par l'outil «  Source ») sont à placer entre la fin de phrase et le point final[comme ça].
- Les liens internes (vers d'autres articles de Wikipédia) sont à choisir avec parcimonie. Créez des liens vers des articles approfondissant le sujet. Les termes génériques sans rapport avec le sujet sont à éviter, ainsi que les répétitions de liens vers un même terme.
- Les liens externes sont à placer uniquement dans une section « Liens externes », à la fin de l'article. Ces liens sont à choisir avec parcimonie suivant les règles définies. Si un lien sert de source à l'article, son insertion dans le texte est à faire par les notes de bas de page.
- La présentation des références doit suivre les conventions bibliographiques. Il est recommandé d'utiliser les modèles {{Ouvrage}}, {{Chapitre}}, {{Article}}, {{Lien web}} et/ou {{Bibliographie}}. Le mode d'édition visuel peut mettre en forme automatiquement les références.
- Insérer une infobox (cadre d'informations à droite) n'est pas obligatoire pour parachever la mise en page.

Pour une aide détaillée, merci de consulter Aide:Wikification.
Si vous pensez que ces points ont été résolus, vous pouvez retirer ce bandeau et améliorer la mise en forme d'un autre article.
Pour les articles homonymes, voir Paredes.
Paredes est une entreprise française spécialisée dans la distribution de produits et services d’hygiène professionnelle. Son siège est situé à Genas, dans le Rhône. L'entreprise est considérée comme un acteur de référence sur le marché français et ambitionne de devenir un leader européen du secteur.

## Historique
Fondée en 1942 à Villeurbanne par Jeanne-Laure et Simon Paredes, Paredes s'est développée autour de l’innovation produit. En 1962, André Lerond, gendre des fondateurs et capitaine de l’équipe de football de l’Olympique Lyonnais, prend la direction de l’entreprise et lance en 1966 la première bobine ouatée à usage unique pour les professionnels.
En 1974, l'entreprise dépose un brevet international sur des distributeurs d’essuie-mains à découpe automatique. En 1981, elle crée sa propre usine de transformation de la ouate, sous le nom de Panadayle, devenue Paredes Fab.
En 2019, Paredes inaugure une plateforme logistique de 20 000 m² à Saint-Quentin-Fallavier. Malgré une hausse des coûts des matières premières, notamment du papier, liée à la crise inflationniste de 2021-2023, l’entreprise affirme en 2022 sa volonté de croissance externe et d’internationalisation.

## Fusion avec Orapi
En 2023, Paredes annonce une offre publique d'achat sur son principal concurrent, Orapi, dans l’objectif de devenir le leader français du secteur. L'opération est finalisée début 2024, Paredes détenant alors plus de 84 % du capital d'Orapi.
La fusion donne naissance à un groupe pesant plus de 300 millions d’euros de chiffre d’affaires, revendiquant la place de premier acteur français de l’hygiène professionnelle, avec une ambition européenne renforcée. Le nouveau groupe se positionne désormais comme un « industributeur », combinant production, distribution et services.

## Recherche et développement
En 2022, Paredes crée la filiale Paredes Blue Lab à la suite de l’acquisition de la start-up Vital Source France. Cette filiale est spécialisée dans la production de solutions de désinfection par eau ozonée, présentée comme une alternative écologique aux produits chimiques traditionnels.

## Identité visuelle et communication
L’entreprise communique autour de sa mission de « partenaire hygiène engagé » et développe une présence sur les réseaux sociaux, notamment via sa chaîne YouTube.